# Gry różniczkowe
Gry różniczkowe – dział matematycznej teorii sterowania optymalnego, w którym rozpatruje się sterowanie w sytuacjach konfliktowych. Ma on także związek z teorią gier. Teoria powstała w latach 50. XX wieku.

## Sformułowania problemów teorii gier różniczkowych
W teorii wyróżnia się dwa rodzaje gier:
- gra dwóch graczy,
- gra wielu graczy.

Podstawowe wyniki uzyskano dla gier różniczkowych dwóch graczy, a sama gra podporządkowana jest wtedy następującemu schematowi:
- dany jest pewien układ dynamiczny, w którym część sterujących działań podporządkowana jest graczowi I, a inna część graczowi II,
- zakłada się, że dla każdego z graczy wybór działań gwarantujących mu osiągnięcie założonego celu, przy dowolnym, nieznanym wcześniej sterowaniu przeciwnika, opiera się jedynie na informacji o bieżącym stanie układu[1].

W teorii gier różniczkowych rozpatruje się także problemy, w których zakłócenia działania układu traktuje się jako działania przeciwnika.
Zazwyczaj zakłada się, że ruch sterowanego układu jest podporządkowany równaniu różniczkowemu
{\displaystyle {\dot {x}}=f(t,x,u,v)}
gdzie {\displaystyle x} jest wektorem fazowym układu, {\displaystyle u} i {\displaystyle v} – wektorami sterowania odpowiednio graczy I i II, a {\displaystyle t} czasem. Określona jest klasa strategii {\displaystyle {\mathcal {U}}} gracza I, a dla każdej strategii {\displaystyle U\in {\mathcal {U}}} określony jest wiązką ruchów {\displaystyle X(U),} która jest generowana przez tę strategię oraz wszystkie możliwe strategie przeciwnika. Wiązka ta wychodzi z początkowego stanu powyższego układu.
Na ruchach {\displaystyle x(t),t\geqslant t_{0}} układu zadany jest funkcjonał {\displaystyle \gamma (x(\cdot ))} nazywany płacą gry, którego wartość gracz I stara się zminimalizować. Czasem funkcjonał {\displaystyle \gamma } zależy także od realizacji {\displaystyle u(t),v(t),t\geqslant t_{0}} sterowania obu graczy.
Biorąc pod uwagę także najbardziej niekorzystną realizację ruchu {\displaystyle x(\cdot )\in X(U),} gdy wybór strategii jest pozostawiony graczowi II, jakość strategii {\displaystyle U\in {\mathcal {U}}} jest oceniana za pomocą wielkości:
{\displaystyle \kappa _{1}(U)=\sup\{\gamma (x(\cdot )):x(\cdot )\in X(U)\}.}
Zadanie gracza I polega na określeniu strategii {\displaystyle U_{0}\in {\mathcal {U}},} na której realizowane jest minimum funkcjonału {\displaystyle \kappa _{1}} (jest to zadanie potęgi). Czasem rozpatruje się zadanie jakości, które polega na znalezieniu strategii {\displaystyle U_{c}\in {\mathcal {U}}} spełniającej nierówność:
{\displaystyle \kappa _{1}(U_{c})\leqslant c,}
gdzie {\displaystyle c} jest daną liczbą.
W analogiczny sposób można sformułować zadanie gracza II. Jego strategia {\displaystyle V\in {\mathcal {V}}} jest oceniana przez wielkość:
{\displaystyle \kappa _{2}(V)=\sup\{\gamma (x(\cdot )):x(\cdot )\in X(V)\}.}
Zadanie potęgi polega wtedy na znalezieniu strategii maksymalizującej wartość funkcjonału {\displaystyle \kappa _{2},} a zadanie jakości – na znalezieniu strategii {\displaystyle V_{c}\in {\mathcal {V}},} dla której:
{\displaystyle \kappa _{2}(V_{c})\geqslant c.}
Jeśli w zadaniach graczy I i II klasy strategii {\displaystyle {\mathcal {U}}} i {\displaystyle {\mathcal {V}}} mają taką własność, że dla każdej pary uporządkowanej {\displaystyle (U,V)\in {\mathcal {U}}\times {\mathcal {V}}} można określić choć jeden ruch
{\displaystyle x(\cdot )\in X(U)\cap X(V),}
generowany przez tę parę, to oba te zadania generują grę różniczkową na klasie strategii {\displaystyle {\mathcal {U}}\times {\mathcal {V}}.}
Jeśli w grze różniczkowej spełniona jest równość
{\displaystyle \inf _{U\in {\mathcal {U}}}\,\,\sup _{x(\cdot )\in X(U)}\gamma (x(\cdot ))=\sup _{V\in {\mathcal {V}}}\,\,\inf _{x(\cdot )\in X(V)}\gamma (x(\cdot ))=c_{0},}
to wielkość {\displaystyle c_{0}} nazywa się ceną gry różniczkowej.

## Przykład
Typowym przykładem gry różniczkowej jest zagadnienie pościgu-ucieczki. W tej grze
{\displaystyle x=(x_{1},\dots ,x_{k+l})=(y_{1},\dots ,y_{k},z_{1},\dots ,z_{l}),}
gdzie {\displaystyle y=(y_{1},\dots ,y_{k}),z=(z_{1},\dots ,z_{l})} są odpowiednio wektorami fazowymi ścigającego i uciekającego, a ich ruch opisywany jest równaniami
{\displaystyle {\dot {y}}=g(t,y,u),{\dot {z}}=h(t,z,v)}.
Najczęściej rozpatruje się przypadki, gdy wybór sterowania podlega ograniczeniom typu
{\displaystyle u\in P,v\in Q,}
gdzie {\displaystyle P,Q} są pewnymi zbiorami zwartymi. Płacą w takiej grze jest czas spotkania, tzn.:
{\displaystyle \gamma (x(\cdot ))=T(x(\cdot ))=\inf\{t-t_{0}:||\{y(t)\}_{m}-\{z(t)\}_{m}\|\leqslant \varepsilon \},}
gdzie {\displaystyle \{y(t)\}_{m}} i {\displaystyle \{z(t)\}_{m}} są wektorami utworzonymi z pierwszych {\displaystyle m} współrzędnych wektorów {\displaystyle y} i {\displaystyle z.} Zatem zbliżenie punktów {\displaystyle \{y(t)\}_{m}} i {\displaystyle \{z(t)\}_{m}} na odległość mniejszą od {\displaystyle \varepsilon } jest interpretowane jako spotkanie obiektów.